# Mededelingsplicht (verzekering)
De mededelingsplicht is in Nederland de verplichting van de verzekeringnemer om bij het afsluiten van een verzekering alle gevraagde informatie aan de verzekeraar te verstrekken.
De Nederlandse wet omschrijft deze verplichting in artikel 7:928 lid 1 BW als volgt:
De verzekeringnemer is verplicht vóór het sluiten van de overeenkomst aan de verzekeraar alle feiten mede te delen die hij kent of behoort te kennen, en waarvan, naar hij weet of behoort te begrijpen, de beslissing van de verzekeraar of, en zo ja, op welke voorwaarden, hij de verzekering zal willen sluiten, afhangt of kan afhangen.
Doorgaans bepaalt het aanvraagformulier de omvang van de mededelingsplicht. De verzekeringnemer hoeft uitsluitend de vragen te beantwoorden, hij hoeft geen spontane informatie te verstrekken.

## Niet voldoen aan mededelingsplicht
Bij het niet voldoen aan de mededelingsplicht zal de verzekeringnemer doorgaans te goeder trouw handelen. De verzekeraar dient bij ontdekking binnen twee maanden melding te maken aan de verzekeringnemer van de mogelijke gevolgen:
- De verzekeraar zou, wanneer hij bij de aanvraag van de verzekering een juiste voorstelling van de stand van zaken had gekregen, de verzekering niet onder dezelfde premie en/of voorwaarden hebben geaccepteerd. De verzekeraar doet een voorstel voor aanpassing van de verzekering. De verzekeringnemer heeft twee maanden bedenktijd. Wanneer de verzekeringnemer niet akkoord gaat dan wordt de verzekering beëindigd.
- De verzekeraar zou de verzekering in het geheel niet hebben geaccepteerd. De verzekering komt dan met onmiddellijke ingang te vervallen.

Daarnaast is het mogelijk dat de verzekeraar de onjuiste opgave pas bemerkt bij een schade:
- Wanneer het niet nakomen van de mededelingsplicht alleen betrekking heeft op feiten die geen rol hebben gespeeld bij de ontstane schade moet de verzekeraar gewoon uitkeren.
- Indien de verzekeraar aantoont dat hij bij de nakoming van de mededelingsplicht geen verzekering zou hebben gesloten dan is hij geen uitkering verschuldigd.
- Indien de verzekeraar bij nakoming van de mededelingsplicht een hogere premie of een lager verzekerd bedrag zou hebben bedongen dan wordt de uitkering naar evenredigheid verminderd. Wanneer de premie bijvoorbeeld dubbel zo hoog zou zijn dan wordt de uitkering verminderd met de helft.
- Wanneer de verzekeraar bij de nakoming van de mededelingsplicht andere voorwaarden zou hebben gesteld dan dient de schade te worden beoordeeld alsof deze andere voorwaarden van toepassing zouden zijn.

### Opzettelijke misleiding
Wanneer de verzekeringnemer de verzekeraar opzettelijk heeft misleid dan is er sprake van verzekeringsfraude. De verzekeraar mag in dergelijke gevallen bij ontdekking de verzekering met onmiddellijke ingang opzeggen. Wanneer de verzekeraar de fraude pas bemerkt bij een schade dan is de verzekeraar geen uitkering verschuldigd aan de fraudeur.

## Voorbeelden
- Een verzekeringnemer dient een aanvraag in voor een opstalverzekering. De verzekeraar vraagt naar een omschrijving van het dak. Het huis heeft een traditioneel rieten dak. De verzekeringnemer kruist per ongeluk de optie ‘geïmpregneerd riet’ aan in plaats van ‘traditioneel riet’. Er is hier sprake van niet-nakoming van de mededelingsplicht zonder de opzet de verzekeraar te misleiden. De premie voor een huis met traditioneel riet is hoger dan voor geïmpregneerd riet.
  - Wanneer de verzekeraar dit tijdens de looptijd van de verzekering bemerkt dan zal deze de verzekeringnemer een voorstel doen voor een premieverhoging. De verzekeringnemer heeft nu twee maanden de tijd om dit voorstel te accepteren of de verzekering op te zeggen.
  - Na een schoorsteenbrand waarbij aanzienlijke schade aan de woning is ontstaan schakelt de verzekeraar een schade-expert in om de schade vast te stellen. De expert rapporteert aan de verzekeraar dat het huis is voorzien van een traditioneel rieten dak. De verzekeraar maakt aannemelijk dat hij normaliter een 20% hogere premie zou hebben bedongen en toont aan dat de schade is ontstaan of verergerd door de aanwezigheid van het traditionele riet. De schade-uitkering wordt nu dienovereenkomstig verlaagd.
  - Na een waterschade rapporteert de expert eveneens dat het huis een traditioneel rieten dak heeft. Nu is het niet voldoen aan de mededelingsplicht van geen invloed op de schade. De verzekeraar zal de schade dan ook volledig dienen te vergoeden.
- Een verzekeringnemer dient een aanvraag in voor een autoverzekering. Hij weet dat hij als gevolg van een recente veroordeling wegens rijden onder invloed niet zal worden geaccepteerd. De verzekeraar vraagt op het aanvraagformulier of de aanvrager ooit in aanraking is geweest met justitie wegens rijden onder invloed. Hij vult hier ‘nee’ in.
  - Door het opzettelijk karakter is de verzekeraar gerechtigd bij ontdekking de verzekering met onmiddellijke ingang te beëindigen. Bij een schade hoeft de verzekeraar niet uit te keren.
  - Wanneer het opzettelijk karakter zou ontbreken (de aanvrager had niet de opzet de verzekeraar te misleiden) dient de verzekeraar aan te tonen dat hij de verzekering, bij een volledige voorstelling van de stand van zaken, niet geaccepteerd zou hebben. Wanneer de verzekeraar hierin slaagt dan is hij eveneens gerechtigd de verzekering met onmiddellijke ingang te beëindigen. Wanneer de verzekeringnemer een schade zou claimen als gevolg van inbraak dan dient de verzekeraar deze schade gewoon te vergoeden. Er is dan geen sprake van verband tussen de verzwijging en de schade. De verzekeraar mag de verzekering vervolgens wel beëindigen.

### De twee maanden-termijn
Als de verzekeraar heeft ontdekt dat de mededelingsplicht is geschonden, moet hij de
verzekeringnemer daarvan binnen twee maanden op de hoogte stellen. Die termijn dient er toe om
de verzekerde niet nodeloos in onzekerheid te laten verkeren of deze voor een schade dekking heeft.
Tegelijk dient de verzekeraar de wijzen op de mogelijke gevolgen die de ontdekking heeft voor de
aanspraken onder de polis. Het is niet altijd duidelijk wanneer gezegd kan worden dat de verzekeraar
heeft “ontdekt” dat de verzekeringnemer zijn mededelingsplicht heeft geschonden. Betoogd wordt
wel dat de verzekeraar ook geacht kan worden te hebben “ontdekt” op het moment dat als hij “had
behoren te ontdekken”.
Voorbeeld:
Uit een expertiserapport dat na een brandschade aan het huis is opgemaakt en aan de verzekeraar
wordt toegezonden, blijkt dat het huis was bedekt met ‘traditioneel riet’ terwijl eerder was opgegeven ‘geïmpregneerd riet’. Als de verzekeraar dat in eerste instantie over het hoofd ziet en het
pas maanden later leest, kan hij zich vermoedelijk niet meer op schending van de mededelingsplicht
beroepen. Als hij het expertiserapport goed had gelezen, had hij dat immers eerder kunnen doen.